# 오쿨롭카

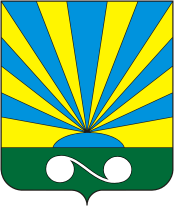
시 문장

오쿨롭카(러시아어: Оку́ловка)는 러시아 노브고로드주 중부에 위치한 도시로, 인구는 14,470명(2002년 기준)이다. 벨리키노브고로드(노브고로드 주의 주도)에서 동쪽으로 140km 정도 떨어진 곳에 위치한다. 1495년에 처음 등장했고 19세기 후반 모스크바-상트페테르부르크 철도가 개통되면서 크게 발전했다. 1965년 시로 승격되었다.